# Lise Lotte Jepsen
Lise Lotte Jepsen (* 24. September 2000) ist eine dänische Leichtathletin, die sich auf den Hammerwurf spezialisiert hat.

## Sportliche Laufbahn
Erste internationale Erfahrungen sammelte Lise Lotte Jepsen im Jahr 2017, als sie bei den U18-Weltmeisterschaften in Nairobi mit einer Weite von 59,28 m mit dem 3-kg-Hammer in der Qualifikation ausschied, wie auch bei den U20-Weltmeisterschaften in Tampere im Jahr darauf mit 56,61 m. 2019 belegte sie dann bei den U20-Europameisterschaften im schwedischen Borås mit 59,90 m den sechsten Platz.
2018 und 2019 wurde Jepsen dänische Meisterin im Hammerwurf.